# Catherine Roberts

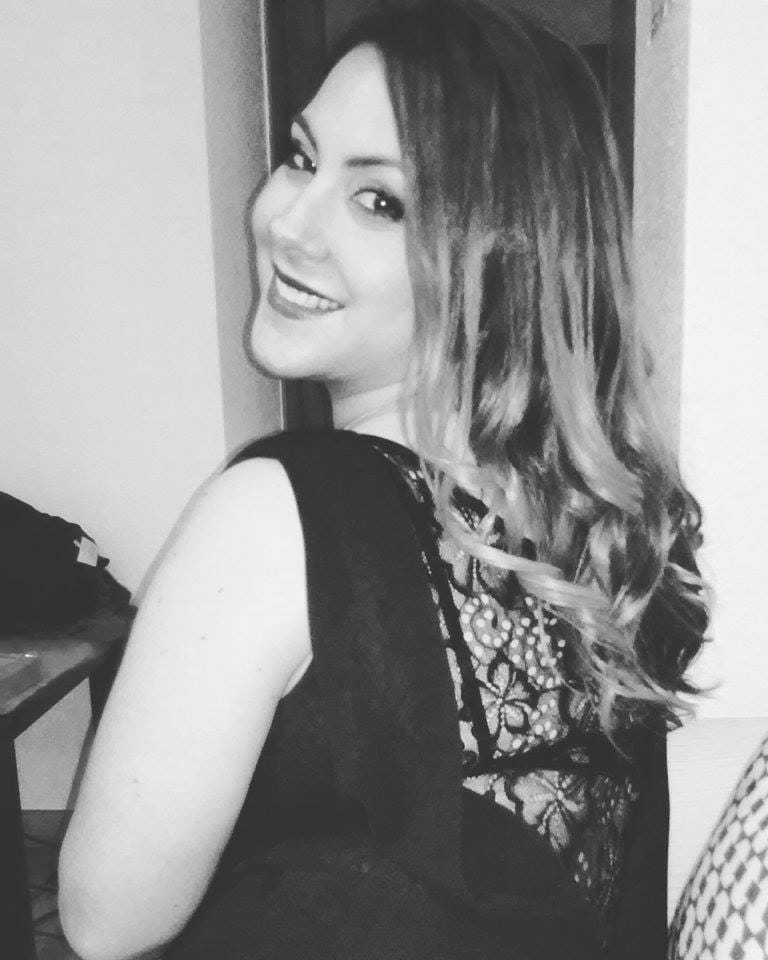
Catherine Roberts (=Carolina Iñesta), en una foto reciente.

Catherine Roberts es el seudónimo de Carolina Iñesta Quesada (Elche, Alicante, 1981), escritora de varios géneros literarios, principalmente misterio y romance histórico, publicada internacionalmente. Es ganadora y finalista de varios premios.

## Trayectoria
Escritora vocacional desde niña, licenciada en Biología Marina por la Universidad de Alicante y máster en Formación del Profesorado por la UMH; combina la escritura con el ejercicio de la docencia y la filantropía en refugios de animales. Su primera novela de tirada nacional en España fue el thriller "El guardián de los secretos", el cual recibió 3 premios por votación popular y buenas críticas en prensa y medios especializados. A raíz de esta publicación, comenzó a colaborar como entrevistadora en el programa de radio “Tras los límites”, en la revista Romántica’s y como conferenciante en entidades como Fnac, Centro Cultural Lucentum, varios congresos de escritores y ferias, como la Feria del Libro de Madrid o la Feria Nacional de Novela Romántica, así como en el Festival de Cine Fantástico de Elche Fantaelx 2016. 
Es primer premio Anuesca de relato, participa en varias antologías solidarias (coordinando “Broken hearts” para Babylon ediciones y el albergue de animales Asoka el Grande), en la revista “Filosofía para niños” de los Centros Iberoamericanos de Filosofía para niños y niñas (Laertes) y en el proyecto "Cultura de Vida" del profesor Raimundo Anaya de la Universidad de La Habana sobre integración en la infancia. También es autora del cuento infantil-juvenil de fantasía épica “El bosque prohibido”, lectura en algunos colegios, Top Fantasía Amazon 2018 y premio Coma 2018 Las amantes literarias. Su colección de relatos eróticos "¿Cuál es tu fantasía?" ha sido bestseller y longseller Amazon 2013-2018. Sus novelas históricas son “El despertar de Belle" (bestseller Carrefour) y "Una buhardilla en París" (finalista I Premio Romantic). Ambas, publicadas en España y Chile con Kiwi y Tríada ediciones, son fruto de su época de estudios en Francia (beca Erasmus, Tours). “El Mecanismo” es su primera novela íntegramente actual. Aunque es autoconclusiva, dio inicio a la serie “La contrabandista de arte”, la cual continuó con el thriller “La oscuridad de Venecia”. Ambas fueron participantes del Premio Literario Amazon 2019 y 2020, respectivamente.

## Premios
- Premio “Mejor novela de Versátil ediciones 2010” a “El guardián de los secretos”, por votación popular en las redes.
- Premio “Mejor fragmento filosófico” a “El guardián de los secretos”, por votación popular en el blog Libros con alma (2010).[1]
- Mención “Pluma de oro” a “El guardián de los secretos” en el blog La pluma del ángel caído (2010).
- Premio “Mejor autora de Versátil ediciones” por votación popular (2011).

- I Premio Anuesca de relato (patrocinado por Mustang y El Corte Inglés) a “La cinta amarilla” (2011).
- Premio especial Xarxa news a “El guardián de los secretos” (2012).
- Finalista del I Premio internacional Romantic con su novela “Una buhardilla en París”, bajo el seudónimo Catherine Roberts (2016).
- Premio Coma Mejor Libro Juvenil a su novela “El bosque prohibido” en el blog y canal de Youtube Las amantes literarias (2018).
- Finalista Premios Coma, por su novela "El mecanismo" (2020).
- Finalista Premios nacionales Wings Bcn, categoría Mejor Thriller, por su novela "La oscuridad de Venecia" (2022).

### Libros
- “El guardián de los secretos” como Carolina Iñesta (Versátil ediciones, 2010).
- “El bosque prohibido” como Carolina Iñesta (Maximum qualities, EEUU, 2012 – reedición Amazon, 2015)
- “¿Cuál es tu fantasía?” (Amazon, 2013).
- “El despertar de Belle” (Kiwi ediciones, España, 2014 – Tríada ediciones, Chile, 2015 – Harlequin HarperCollins, 2020).
- “Una buhardilla en París” (Kiwi ediciones, España, 2017 – Kiwi ediciones, Chile, 2018). Finalista I Premio Romantic.
- “El jardín encantado”, serie “El bosque prohibido”, como Carolina Iñesta (Amazon, 2017).
- “El Mecanismo”, serie “La contrabandista de arte”, (Amazon, 2019).
- “La oscuridad de Venecia”, serie “La contrabandista de arte”, (Amazon, 2020).
- "Mi mejor amiga, la teta", cuento poema infantil ilustrado, en clave de humor. Oda a la lactancia materna (Amazon, 2022).

### Relatos en antologías compartidas
- Proyecto "Cultura de Vida" del profesor Raimundo Anaya, Universidad de La Habana, 2013. Relato sobre el asperger “El habitante de la isla”.
- Catorce lunas (ediciones Kiwi, España, para Cruz Roja, 2013). Con prólogo de Blue Jeans. Relato “Conversaciones con el diablo”.
- Revista “Filosofía para niños” de los Centros Iberoamericanos de Filosofía para niños y niñas (editorial Laertes, 2014). Relato sobre el asperger “El habitante de la isla”.
- “En busca de la séptima llave. Susurros nocturnos º1” (Al Valeri, EEUU, 2014). Relato “Ella”.
- “Broken hearts” (coordinadora y participante, publicada por ediciones Babylon para el albergue de animales Asoka el grande, 2015). Relato “Lola Mento”.
- I Antología Encuentro RA (Merche Diolch, 2015). Relato “La cena de empresa”.
- “CorazónHadas” (ediciones Unaria, España, para la asociación española contra el cáncer de mama, 2016). Con prólogo de Rosario Raro. Relato “Las cintas plateadas”.
- “Calendar. Cuatro estaciones para el amor” (Amazon, 2016). Con prólogo de José de la Rosa. Relato “Sonríe porque sucedió” (verano).